# Thomas Coke (2e comte de Leicester)
Pour les articles homonymes, voir Thomas Coke et Coke.
Thomas William Coke (26 décembre 1822 - 24 janvier 1909) est un pair britannique, titré 2e comte de Leicester.

## Biographie

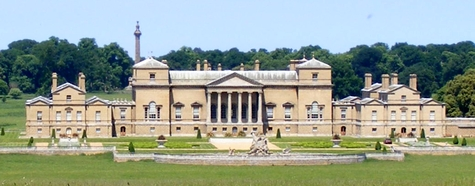
Holkham Hall reste le siège de la famille des comtes de Leicester.

Il est le fils de Thomas Coke (1er comte de Leicester, 1754-1842) et de sa deuxième épouse Anne Amelia Keppel. Il hérite du comté et de Holkham Hall à la mort de son père en 1842.
Lord Leicester est Lord Lieutenant du Norfolk de 1846 à 1906, membre du Conseil du duché de Cornouailles et gardien du sceau privé. En 1873, il est fait chevalier de la jarretière .

## Famille
Lord Leicester épouse Juliana Whitbread (1825–1870), fille de Samuel Charles Whitbread et de Julia Trevor (décédée en 1858), le 20 avril 1843. Ils ont neuf enfants:
- Julia Coke (1844–1931), elle épouse Mervyn Wingfield (7e vicomte Powerscourt) le 26 avril 1864. Ils ont cinq enfants. Par l'intermédiaire de leur fils aîné Mervyn Wingfield, 8e vicomte Powerscourt, ils sont les arrière-arrière-grands-parents maternels de Sarah, duchesse d'York.
- Anne Coke (1845-23 janvier 1876), elle épouse le major-général Edmund Manningham-Buller (fils d'Edward Manningham-Buller, 1er baronnet). Ils ont deux enfants.
- Gertrude Coke (1847-28 novembre 1943), elle épouse Charles Murray (7e comte de Dunmore) le 5 avril 1866. Ils ont six enfants.
- Thomas Coke (3e comte de Leicester) (20 juillet 1848-19 novembre 1941), il épouse Alice White le 26 août 1879. Ils ont cinq enfants. Par leur fille aînée Alexandra, ils sont les arrière-grands-parents paternels de James Ogilvy.
- Mary Coke (1849-28 décembre 1929), elle épouse William Legge (6e comte de Dartmouth) le 18 décembre 1879. Ils ont cinq enfants.
- Winifred Coke (1851-22 mars 1940), elle épouse Robert Clements, 4e comte de Leitrim le 2 septembre 1873. Ils ont huit enfants.
- Margaret Coke (24 avril 1852-2 août 1922), elle épouse Henry Strutt (2e baron Belper) le 2 mai 1874. Ils ont huit enfants.
- Mildred Coke (1854-12 mai 1941), elle épouse Thomas Anson, 3e comte de Lichfield le 5 novembre 1878. Ils ont six enfants.
- Lieutenant-colonel Wenman Coke (20 novembre 1855 - 30 mai 1931), est décédé célibataire.

Lord Leicester se remarie avec Georgina Cavendish, fille de William Cavendish (2e baron Chesham), le 26 août 1875. Ils ont six enfants:
- Richard Coke (20 août 1876 - 14 juin 1964), il épouse Doreen O'Brien (nièce d'Alice White) le 21 décembre 1907 et ils divorcent en 1927. Ils ont cinq enfants. Il se remarie avec Elizabeth Vera Catherine Alice de Beaumont le 19 juillet 1932. Ils ont trois enfants.
- Mabel Coke (1878-29 janvier 1967), elle épouse James Luddington le 8 août 1929.
- Lieutenant-colonel Edward Coke (17 octobre 1879 - 4 septembre 1944), est décédé célibataire.
- John (Jack) Spencer Coke (30 septembre 1880-23 décembre 1957), il épouse Dorothy Lawson (fille de Harry Levy-Lawson (1er vicomte Burnham)) le 15 janvier 1907. Ils ont trois enfants; Celia, Gerald et Rosemary - plus tard la baronne Hamilton de Dalzell[2],[3]. Sir Jack et l'hon. Dorothy Coke sont les parents de Celia Brooksbank (décédée en 1996) qui est la grand-mère de Jack Brooksbank (en) (époux de la princesse Eugénie).
- Capitaine Reginald Coke (10 novembre 1883 - 30 avril 1969), il épouse Katharine Ryder (petite-fille de Henry Ryder, 4e comte de Harrowby) le 17 juillet 1924. Ils ont deux filles.
- Henry Coke (1888-1892).
- Lovel William Coke (19 août 1893 - 16 mars 1966), est décédé célibataire.